# Fred Stolle
Fred Stolle (Hornsby, 8 de outubro de 1938 – 5 de março de 2025) - foi um tenista da Austrália . 
Participou da equipe australiana nas competições da Taça Davis entre os anos de 1964 e 1966 .

## Grand Slam finais

### Simples (2 títulos, 6 vices)
| Resultado | Ano  | Campeonato             | Piso   | Oponente       | Placar                  |
| --------- | ---- | ---------------------- | ------ | -------------- | ----------------------- |
| Vice      | 1963 | Wimbledon (1/1)        | Grama  | Chuck McKinley | 7–9, 1–6, 4–6           |
| Vice      | 1964 | Australian Open (1/1)  | Grama  | Roy Emerson    | 3–6, 4–6, 2–6           |
| Vice      | 1964 | Wimbledon (2/2)        | Grama  | Roy Emerson    | 1–6, 10–12, 6–4, 3–6    |
| Vice      | 1964 | U.S. Open (1/1)        | Grama  | Roy Emerson    | 4–6, 2–6, 4–6           |
| Vice      | 1965 | Australian Open (2/2)  | Grama  | Roy Emerson    | 9–7, 6–2, 4–6, 5–7, 1–6 |
| Campeão   | 1965 | Aberto da França (1/1) | Saibro | Tony Roche     | 3–6, 6–0, 6–2, 6–3      |
| Vice      | 1965 | Wimbledon (3/3)        | Grama  | Roy Emerson    | 2–6, 4–6, 4–6           |
| Campeão   | 1966 | US Open (2/1)          | Grama  | John Newcombe  | 4–6, 12–10, 6–3, 6–4    |

### Duplas (10 títulos, 6 vices)
| Resultado | Ano  | Campeonato       | Piso   | Parceiro     | Oponentes                        | Placar                      |
| --------- | ---- | ---------------- | ------ | ------------ | -------------------------------- | --------------------------- |
| Vice      | 1961 | Wimbledon        | Grama  | Bob Hewitt   | Roy Emerson Neale Fraser         | 4–6, 8–6, 4–6, 8–6, 6–8     |
| Vice      | 1962 | Australian Open  | Grama  | Bob Hewitt   | Roy Emerson Neale Fraser         | 6–4, 6–4, 1–6, 4–6, 9–11    |
| Campeão   | 1962 | Wimbledon        | Grama  | Bob Hewitt   | Boro Jovanović Nikola Pilić      | 6–2, 5–7, 6–2, 6–4          |
| Campeão   | 1963 | Australian Open  | Grama  | Bob Hewitt   | Ken Fletcher John Newcombe       | 6–2, 3–6, 6–3, 3–6, 6–3     |
| Campeão   | 1964 | Australian Open  | Grama  | Bob Hewitt   | Roy Emerson Ken Fletcher         | 6–4, 7–5, 3–6, 4–6, 14–12   |
| Campeão   | 1964 | Wimbledon        | Grama  | Bob Hewitt   | Roy Emerson Ken Fletcher         | 7–5, 11–9, 6–4              |
| Vice      | 1965 | Australian Open  | Grama  | Roy Emerson  | John Newcombe Tony Roche         | 6–3, 6–4, 11–13, 3–6, 4–6   |
| Campeão   | 1965 | Aberto da França | Saibro | Roy Emerson  | Ken Fletcher Bob Hewitt          | 6–8, 6–3, 8–6, 6–2          |
| Campeão   | 1965 | U.S. Open        | Grama  | Roy Emerson  | Frank Froehling Charles Pasarell | 6–4, 10–12, 7–5, 6–3        |
| Campeão   | 1966 | Australian Open  | Grama  | Roy Emerson  | John Newcombe Tony Roche         | 7–9, 6–3, 6–8, 14–12, 12–10 |
| Campeão   | 1966 | US Open          | Grama  | Roy Emerson  | Clark Graebner Dennis Ralston    | 6–4, 6–4, 6–4               |
| Campeão   | 1968 | Aberto da França | Saibro | Ken Rosewall | Roy Emerson Rod Laver            | 6–3, 6–4, 6–3               |
| Vice      | 1968 | Wimbledon        | Grama  | Ken Rosewall | John Newcombe Tony Roche         | 6–3, 6–8, 7–5, 12–14, 3–6   |
| Vice      | 1969 | Australian Open  | Grama  | Ken Rosewall | Rod Laver Roy Emerson            | 4–6, 4–6                    |
| Campeão   | 1969 | US Open          | Grama  | Ken Rosewall | Charles Pasarell Dennis Ralston  | 2–6, 7–5, 13–11, 6–3        |
| Vice      | 1970 | Wimbledon        | Grama  | Ken Rosewall | John Newcombe Tony Roche         | 8–10, 3–6, 1–6              |